# Eir Aoi

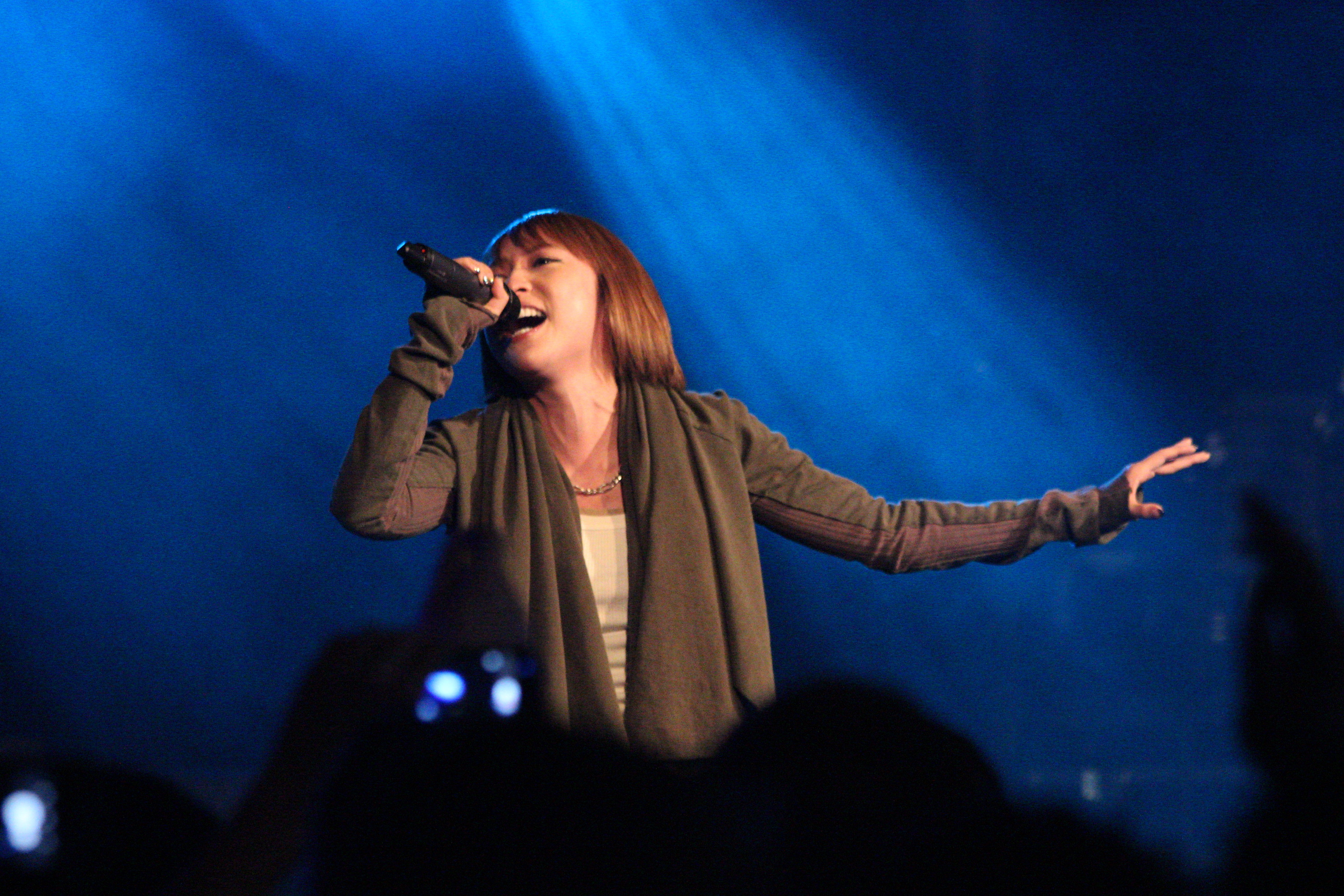

Eir Aoi (jap. 藍井エイル Aoi Eiru; ur. 30 listopada 1988) – japońska piosenkarka z Sapporo, związana z Sony Music Entertainment Japan. Jej talent został odkryty na japońskim serwisie Niconico.

## Życiorys
Była członkinią zespołu utworzonego w liceum. Po ukończeniu studiów wykonywała występy publiczne i wydała swój debiutancki singiel „Memoria”, który od 19 października 2011 jest używany do napisów końcowych w anime Fate/Zero. Jej drugi singiel „Aurora” został wydany 5 września 2012 roku i jest wykorzystywany jako czwarta czołówka do anime Mobile Suit Gundam AGE. Trzeci singiel „Innocence” został wydany 21 listopada 2012 roku i jest używany jako druga czołówka do anime Sword Art Online. Czwarty singiel ,,Ignite'' został użyty 5 lipca 2014 jako pierwsza czołówka do anime Sword Art Online II.

## Dyskografia

### Single
| Rok  | Singiel     |
| ---- | ----------- |
| 2011 | „Memoria”   |
| 2012 | „Aurora”    |
| 2012 | „Innocence” |
| 2014 | „Ignite”    |